# Alan Marshall (pseudonyme littéraire)
Pour les articles homonymes, voir Marshall et Alan Marshall.

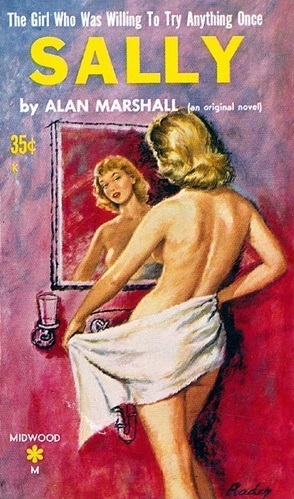
Sally par Alan Marshall (Donald Westlake), 1959

Alan Marshall est un pseudonyme utilisé par plusieurs écrivains américains pendant les années 1950-1960, dont :
- Andrew Offutt (1934-2013)
- Donald Westlake (1933-2008)
- Harvey Hornwood
- Jack Moskovitz
- John Jakes (né en 1932)
- Marilyn Goldin
- Nedra Westlake